# シュードモナス・エントモフィラ
シュードモナス・エントモフィラ(Pseudomonas entomophila)とは、シュードモナス属のグラム陰性細菌である。2000年に行われたシュードモナス属の16S rRNA系統解析によりP. putidaグループに位置づけられた。

## 分布と特徴
Pseudomonas entomophilaは土壌、植物の根圏、水圏、昆虫の体内で見出される。最初に発見されたのはキイロショウジョウバエDrosophila melanogasterの体内からで、幼虫および成虫の致死性病原菌としてであった。
P. entomophilaのゲノムDNAは単一の環状染色体である。5,888,780ヌクレオチドから成り、5,169個のコード配列(そのうち3,466個については機能が明らかとなっているか予測されている)と107個のRNA遺伝子が発見されている。
細胞の構造タンパク質はPSEEN0141、PSEEN2177、PSEEN3946の3つである。これらの構造タンパク質は宿主の表面への吸着やコロニーの形成に関わる。ペントースリン酸経路、エントナー・ドゥドロフ経路、TCA回路、6-ホスホフルクトキナーゼが欠けた不完全なEMP回路を持つ。土壌中でポリマーを分解する加水分解酵素(リパーゼ、プロテアーゼ)を産生する。また、シアン化水素合成酵素を有していると推定されている。

## 病原性
キイロショウジョウバエ（Drosophila melanogaster）などの昆虫に感染する致死性の昆虫病原菌である。キイロショウジョウバエについては幼虫にも成虫にも毒性がある。
P. entomophilaがキイロショウジョエバエ体内に侵入すると、キイロショウジョウバエは免疫応答し、リゾチームなどの分解酵素を分泌する。P. entomophilaはこれに耐性を持つ。この耐性は4種のカタラーゼ、2種のスーパーオキシドジスムターゼ、3種のヒドロペルオキシドレダクターゼ、11種のグルタチオン-S-トランスフェラーゼを産生することにより獲得され、キイロショウジョエバエの腸内に生息することを可能にする[2]。また、キイロショウジョウバエ体内の抗菌ペプチドを分解するプロテアーゼAprAをP. entomophilaは分泌する。しかし、AprAを分泌しないが病原性を示す菌株も発見されている。
P. entomophilaの毒素は溶血活性を持つリパーゼと細胞外プロテアーゼであり、血液細胞の細胞壁を破壊する。溶血性毒素の多重遺伝子としてPSEEN2485、PSEEN2697、PSEEN2788などがある。P. entomophilaは溶血性毒素のほか、昆虫毒性に関わるとされるセリンプロテアーゼ(PSEEN3027, PSEEN3028, PSEEN4433)とアルカリ性プロテアーゼ(PSEEN1550)も持つ。
病原菌であるが、病原菌が普通持っているIII型分泌装置を持たない。P. entomophilaの毒素はI型およびII型分泌装置タンパク質に吸着している。
P. entomophilaの毒素産生はGacS/GacA系により制御されている。GacS/GacA系はガンマプロテオバクテリアの二次代謝産物の産生、タンパク質の浸出、病原性因子を調節GacS/ GacAシステムの制御する遺伝子領域である。
昆虫に対して高い毒性をもつが、植物の細胞壁を破壊する酵素を持たず植物病原性がない。このため、殺虫用の生物農薬として研究開発されている。